# 栃木保健医療生活協同組合
栃木保健医療生活協同組合（とちぎほけんいりょうせいかつきょうどうくみあい）は、栃木県宇都宮市宝木町二丁目に本部を置く医療生協である。2医科診療所、2介護事業所を運営している。
全日本民主医療機関連合会(民医連)加盟法人。

## 組合員数・出資金
組合員数：13,951人
出資金：3億4,329万6,500円

## 医科診療所

### 宇都宮協立診療所
- 所在地 - 宇都宮市宝木町2-1016-5
- 標榜診療科[3] - 内科 呼吸器内科 循環器内科 消化器内科 アレルギー科 小児科 リハビリテーション科 放射線科
- 一般病床19床を備える[3]。
- 無料低額診療事業実施医療機関[3]。

### 生協ふたば診療所
- 所在地 - 宇都宮市双葉1-13-56
- 標榜診療科[3] - 内科,消化器内科 （胃腸内科）,小児科,リハビリテーション科
- 無料低額診療事業実施医療機関[3]。

## 介護事業所

### 介護サービスセンター虹
- 所在地 - 宇都宮市宝木町2丁目2554-14（2階に法人本部を置く）
- 通所介護（デイサービス） 訪問介護 居宅介護支援を行っている。

### 訪問看護ステーション虹
- 所在地 - 宇都宮市鶴田町1362-2